# Live 8 Parigi
Live 8 Parigi o Live 8 Francia è stato uno dei concerti del  Live 8 che si è tenuto presso la Reggia di Versailles a Parigi in Francia il 2 luglio 2005.
James Brown, Jamiroquai e Sheryl Crow furono originariamente programmati per esibirsi, ma per tutti e tre le esibizioni furono annullate a causa di conflitti di programmazione. James Brown si esibì nel concerto del Live 8 di Edimburgo 4 giorni dopo.

## Artisti in ordine di apparizione
- Laurent Boyer - (presentatore)
- Passi - "Reviens dans me vie"
- Faudel - "Je veux vivre"
- Magic System - "Bouger Bouger"
- Alpha Blondy - "Cocody Rock", "Sweet Fanta Diallo", "Brigadier Sabari"
- Tina Arena & Craig David - "Come Together"
- Muse - "Hysteria", "Bliss", "Time Is Running Out", "Plug in Baby"
- Will Smith (presentatore) in Live 8 Philadelphia, USA
- Kyo - "Contact", "Qui je suis"
- M. Pokora - "Elle me contrôle"
- Andrea Bocelli con la Philharmonie der Nationen - "O surdato 'nnammurato", "The Prayer"
- Diam's & Amel Bent - "Marine"
- Raphaël - "Caravane"
- Shakira - " Whenever, Wherever", "La tortura"
- Yannick Noah - "Metisse" (con Disiz la Peste), "Saga Africa", "La voix des sages"
- Tina Arena - "Aller plus haut"
- Raphaël - "Ne partons pas faches"
- Diam's - "Suzy"
- Calogero - "Prendre racine", "Face A La Mer" (con Passi)
- Solidarite Sida (presentatore)
- Amel Bent - "Ma philosophie"
- Craig David - "All The Way", "Fill Me In"
- David Hallyday - "Le Defi", "My Sharona"
- Louis Bertignac - "Je joue", "Cendrillon"
- Cerrone/Nile Rodgers - "Supernature" (con Axelle Red)
- Axelle Red - "J'ai fait un rêve". "Le Monde Tourne Mal"
- Florent Pagny - "Une nube blanca", "Guide Me Home" (con Patricia Petibon)
- Placebo - "The Bitter End", "Twenty Years"
- Zucchero Fornaciari4 "Everybody's Gotta", "Il Volo", "Diavolo In Me"
- The Cure - "Open", "One Hundred Years", "End", "Just like Heaven", "Boys Don't Cry"
- Youssou N'Dour1 2 3 "7 Seconds" (con Dido1 3), "Africa"